# Helechal
Helechal es una aldea del municipio español de Benquerencia de la Serena, perteneciente a la provincia de Badajoz (comunidad autónoma de Extremadura).

## Situación
Está situada a 12 km de Benquerencia de la Serena. Pertenece a la comarca de La Serena y al Partido judicial de Castuera.

## Historia
A la caída del Antiguo Régimen la localidad se constituye en municipio constitucional en la región de Extremadura, entonces conocida como Helechar. Desde 1834 quedó integrado en el Partido judicial de Castuera.
El 1 de febrero de 1949, cuatro campesinos (Sinesio Calderón, Antonio Cortés, Antonio Iglesias y Manuel Merino) fueron asesinados por la Guardia Civil en el cortijo del Enjembraero acusados de cooperar con el maquis por la tiranía franquista.

## Denominación
Su nomenclatura proviene del árabe. Data del año 1232, cuando el emir Al-Helel-Al, tras una ardua batalla decidió parar en esta pequeña pedanía para poder recuperarse de sus heridas. Al recuperarse mostró una gran gratitud hacia esta localidad dejando grandes beneficios. Por ello, como agradecimiento le nombraron al principio Helelal, pasando con los años a ser Helechal.

## Patrimonio
Iglesia parroquial católica bajo la advocación de San Diego de Alcalá, en la Archidiócesis de Mérida-Badajoz..También cuenta con una ermita dedicada a Virgen, bajo la advocación de Nuestra Señora del Risco, construida sobre el antiguo solar que ocupó la ermita que bajo la misma advocación, desapareció en el primer tercio del siglo XX. La nueva construcción fue abierta al culto y bendecida el 13 de agosto de 2005.
El mayor patrimonio que posee Helechal, radica en la gran cantidad de pinturas rupestres esquemáticas, repartidas por toda su sierra.